# Cycle diurne
Pour les articles homonymes, voir Diurne.

La rotation terrestre cause une variation sur 24 heures de l'ensoleillement.

Un cycle diurne (ou cycle nycthéméral) est au sens large tout motif qui se répète toutes les 24 heures à la suite d'une pleine rotation de la planète Terre autour de son axe. Il se réfère plus particulièrement à la partie entre le lever et le coucher du Soleil.

## Effets
La rotation de la Terre provoque des fluctuations de température de surface tout au long de la journée et de la nuit, ainsi que des changements météorologiques tout au long de l'année. Le cycle diurne dépend principalement du rayonnement solaire incident.

### Climat et météo
En climatologie, le cycle diurne est l'une des formes les plus élémentaires des modèles climatiques, y compris les variations de la température diurne et des précipitations. Les cycles diurnes peuvent être approximativement sinusoïdaux, ou inclure des composants d'une sinusoïde tronquée (en raison du lever et du coucher du Soleil) et de la relaxation thermique (refroidissement de Newton) la nuit. Le cycle diurne a également un grand impact sur les niveaux de dioxyde de carbone dans l'atmosphère, en raison de processus tels que la photosynthèse et la respiration cellulaire.

Variation de temperatures (bleu) trainant de 3 à 4 l'insolation (rouge) maximale à midi.

En météorologie, le cycle diurne influence la répartition de chaleur menant à la convection atmosphérique et au régime de brise. En effet, le réchauffement causé par le Soleil durant le jour crée une circulation d'air au-dessus d'un sol ou d'une surface d'eau qui s'éteint peu à peu à son coucher. La circulation ainsi entretenue provient d'un processus de réchauffement différentiel caractérisant précisément ce que l'on nomme l'évolution diurne. La perte de chaleur durant la nuit produit une stabilisation de l'atmosphère, des brises inverses allant des zones se refroidissant plus rapidement que d'autres (terre vers mer par exemple) et des courants-jets de bas niveau nocturnes,.
L'énergie reçue du Soleil varie avec l'heure du jour, selon l'angle d'incidence de ce dernier, et atteint son maximum à midi local. Il existe cependant un délai entre l'insolation et le réchauffement/refroidissement à cause de l'inertie thermique de l'air et des surfaces. Ainsi, la surface terrestre réchauffée par le rayonnement solaire transmet peu à peu une part de cette chaleur à l'air situé immédiatement à son contact. Le sol se réchauffant plus rapidement que les plans d'eau cause aussi des variations de température entre ces deux milieux. Même les différents types de sols (forêts, déserts, champs de cultivées, etc.) absorbent et réchauffement l'air de manières différentes. En fin de journée, le réchauffement précédent baisse d'intensité, puis s'arrête au coucher du soleil. Durant la nuit, l'air et la surface terrestre se refroidissent, là encore avec un délai. La différence entre le maximum et le minimum est l'amplitude thermique quotidienne.

### Biologie
Les cycles diurnes de lumière et de température peuvent entraîner des cycles similaires dans les processus biologiques, tels que la photosynthèse chez les plantes et la dépression clinique chez l'homme,. La réponse des plantes aux cycles environnementaux peuvent même induire des cycles indirects dans les activités microbiennes de la rhizosphère, y compris la fixation de l'azote.

## Cycle semi-diurne
Un cycle semi-diurne fait référence à un modèle qui se produit environ toutes les douze heures ou environ deux fois par jour. Souvent, ceux-ci peuvent être liés aux marées lunaires, auquel cas l'intervalle est plus proche de 12 heures et 25 minutes.